# Wilhelm Haas (Diplomat, 1896)

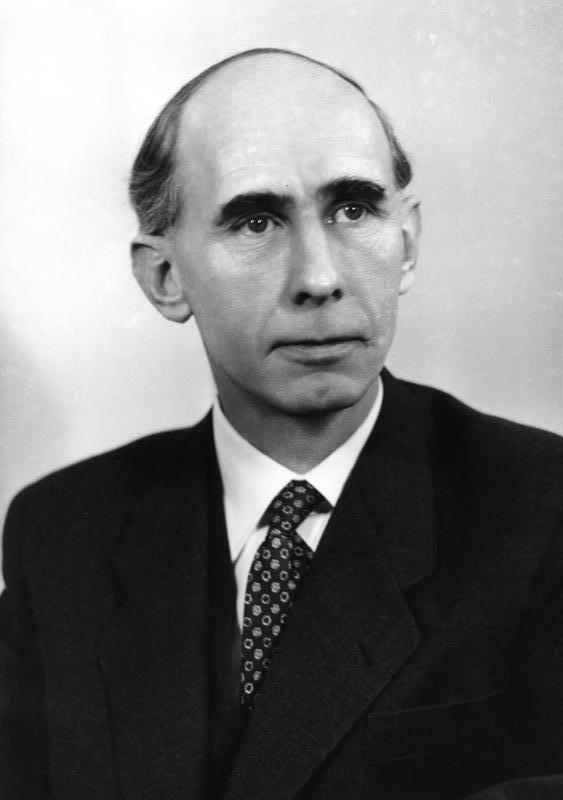
Wilhelm Haas im Jahre 1951

Wilhelm Haas (geboren 4. September 1896 in Bremen; gestorben 11. Januar 1981 ebenda) war ein deutscher Diplomat in der Weimarer Republik, wurde 1937 in der Zeit des Nationalsozialismus entlassen und wurde später Botschafter der Bundesrepublik Deutschland.

## Leben
Wilhelm Haas war Sohn eines Kaufmanns und besuchte in Bremen das Neue Gymnasium. Die religiöse Orientierung in seinem Elternhaus war evangelisch. Ab August 1914 bis Januar 1919 war er Soldat und Teilnehmer am Ersten Weltkrieg, zuletzt im Range eines Leutnants. Danach studierte er Rechtswissenschaft an den Universitäten Marburg und Freiburg im Breisgau. Nach seinem Studium war er als Volontär in einer Reederei tätig und legte 1921 das Referendarexamen ab. Die Promotion absolvierte er 1922. Im selben Jahr trat er als Attaché in den Auswärtigen Dienst ein. Sein erster Auslandseinsatz führte ihn 1924 nach Paris. Als Legations-Sekretär war er ab 1925 auf der deutschen Gesandtschaft in Addis Abeba eingesetzt. Es folgten 1927 eine Tätigkeit am Generalkonsulat in Schanghai und ab 1929 auf der Gesandtschaft in Peking. Anschließend war er als Sekretär der deutschen Völkerbund-Delegation in Genf eingesetzt. Durch einen politischen Coup der NSDAP wurde er 1933 aus seiner Funktion als Geschäftsführer der 1928 erneut gegründeten deutsch-japanischen Gesellschaft (DJG) gedrängt. Das damit verfolgte Ziel war die Gleichschaltung dieser Organisation nach dem nationalsozialistischen Muster, denn die Ehefrau von Wilhelm Haas, Ursula geborene Corwegh (1907–1994), war jüdischer Herkunft. Abgelöst wurde er durch Friedrich Hack (1887–1949) und den Sekretär des japanischen Marineattachés in Berlin Sakai Naoe (1900–1993). Trotz dieses Vorgehens wurde Haas 1934 als Handelsattaché Leiter der Wirtschaftsabteilung der deutschen Botschaft in Tokio. Botschafter in Tokio war zu dieser Zeit Herbert von Dirksen (1882–1955). Auch in Tokio kam es immer wieder zu judenfeindlichen Attacken und unterschwelligen Verunglimpfungen durch einzelne Botschaftsmitarbeiter gegen Haas. Die in der Botschaft tätigen Vertreter der Auslandsorganisation der NSDAP forderten, dass seine Ehefrau nicht mehr zu Veranstaltungen eingeladen werden dürfe.  Auf Betreiben dieser Kräfte wurde Haas 1937 in den Ruhestand versetzt. Doch er erhielt kurzfristig, durch Vermittlung Herbert von Dirksens, eine Stelle als Repräsentant der I.G. Farben in Peking in Mandschukuo. Die folgenden Jahre blieb er mit seiner Familie in China.
Nach Kriegsende wurde Wilhelm Haas vor Ort interniert und kehrte über die Schweiz 1947 nach Deutschland zurück. Hier wurde er Staatsrat des Senats von Bremen. Ab 1949 wurde er ins Bundeskanzleramt abgeordnet und war dort ab 25. November 1949 als Leiter des „Organisationsbüros für die konsularisch-wirtschaftliche Vertretung im Ausland“ tätig. Hier hatte er den Auftrag erhalten, Vorschläge für die Ausgestaltung einer zukünftigen Bundesverwaltung für die Außenvertretung der BRD und die mögliche personelle Besetzung der notwendigen Stellen zu unterbreiten. Bereits in der ersten Phase des Aufbaus war er als Personalleiter dabei und durfte sein Konzept am 19. Dezember 1950 im Bundeskanzleramt unterbreiten. Dabei ließ er sich von zwei Prämissen leiten. Zum Ersten, so wenig wie möglich vorbelastete Mitarbeiter aus dem Ribbentrop-Ministerium auf die Kandidatenliste zu setzen und dennoch ausreichend fachlich versierte Kräfte verfügbar zu haben. Und zum Zweiten, auch weibliche Bewerber zu berücksichtigen. Bereits im Januar 1951 unterrichteten Haas und Herbert Blankenhorn (1904–1991) die Vertreter des Politischen Ausschusses der Alliierten Hohen Kommission über die deutschen Planungen hinsichtlich zukünftiger Außenvertretung. Am 14. März 1951 verfügte daraufhin Konrad Adenauer die Herauslösung der Dienststelle für Auswärtige Angelegenheiten aus dem Kanzleramt und die Umwandlung als Auswärtiges Amt. Zeitgleich übernahm Adenauer, das Amt des ersten Außenministers der BRD, Haas behielt sein Amt als Personalchef auch in der neuen Behörde. Doch es dauerte nicht lange und die Kritik an Adenauers Führungsstil, vor allem aber an seinem „Ämterpatronat“ wurde immer lauter. Im Sommer 1951 kam es dann zu einem offenen Bruch zwischen beiden, als Adenauer wiederholt seine personalpolitischen Prioritäten durchdrücken wollte. Haas hatte es in seiner Funktion als Personalchef des Auswärtigen Amtes abgelehnt, mehrere CDU-Parteipolitiker auf Auslandsposten zu setzen, ohne dass bei ihnen dafür die erforderlichen fachlichen Kompetenzen vorlagen. Daraufhin wurde Haas im Juli 1951 seines Amtes enthoben. Sein Nachfolger wurde Herbert Dittmann (1904–1965).
Im Mai 1952 war Wilhelm Haas der erste Botschafter der Bundesrepublik in der Türkei mit Geschäftssitz in Ankara. Sein Nachfolger wurde 1956 Fritz Oellers (1903–1977). Nach Wiederaufnahme der diplomatischen Beziehungen zur UdSSR ging Haas 1956 als Botschafter nach Moskau. In dieser Zeit übte er offene Kritik an der Ostpolitik des Bundeskanzlers Konrad Adenauer. Sein Nachfolger in Moskau wurde Hans Kroll (1893–1967). Von 1958 bis zu seiner Pensionierung 1961 war Haas dann noch Botschafter in Japan. Hier war sein Nachfolger Fritz van Briessen (1906–1987). Bis Herbst 1971 war Haas außerdem Präsident der „Gesellschaft zum Studium Osteuropas“.
Haas erhielt bei seiner Verabschiedung in Japan den Orden der Aufgehenden Sonne Erster Klasse; bereits 1954 war ihm das Große Bundesverdienstkreuz mit Stern verliehen worden. Die Stadt Bremen hat ihm in seinem Bremer Wohnbezirk St. Magnus eine Straße gewidmet.
Aus der Ehe von Wilhelm Haas und Ursula Haas gingen vier Söhne hervor, darunter der Diplomat Wilhelm Haas, der 1985 deutscher Botschafter in Israel wurde.
Wilhelm Haas verstarb am 11. Januar 1981 in Bremen.

## Schriften
- Beitrag zur Geschichte der Entstehung des Auswärtigen Dienstes der Bundesrepublik Deutschland. Einleitung durch das Auswärtige Amt, Privatdruck (finanziert vom Auswärtigen Amt), Bremen 1969.[6]